# Mariánský sloup (Krajková)
Mariánský sloup (rovněž Sloup se sousoším Panny Marie) je barokní sochařské dílo v Krajkové v okrese Sokolov v Karlovarském kraji. Od roku 1963 je chráněn jako kulturní památka, od roku 1987 je rovněž chráněna jako kulturní památka i kašna, stojící u sloupu.

## Historie

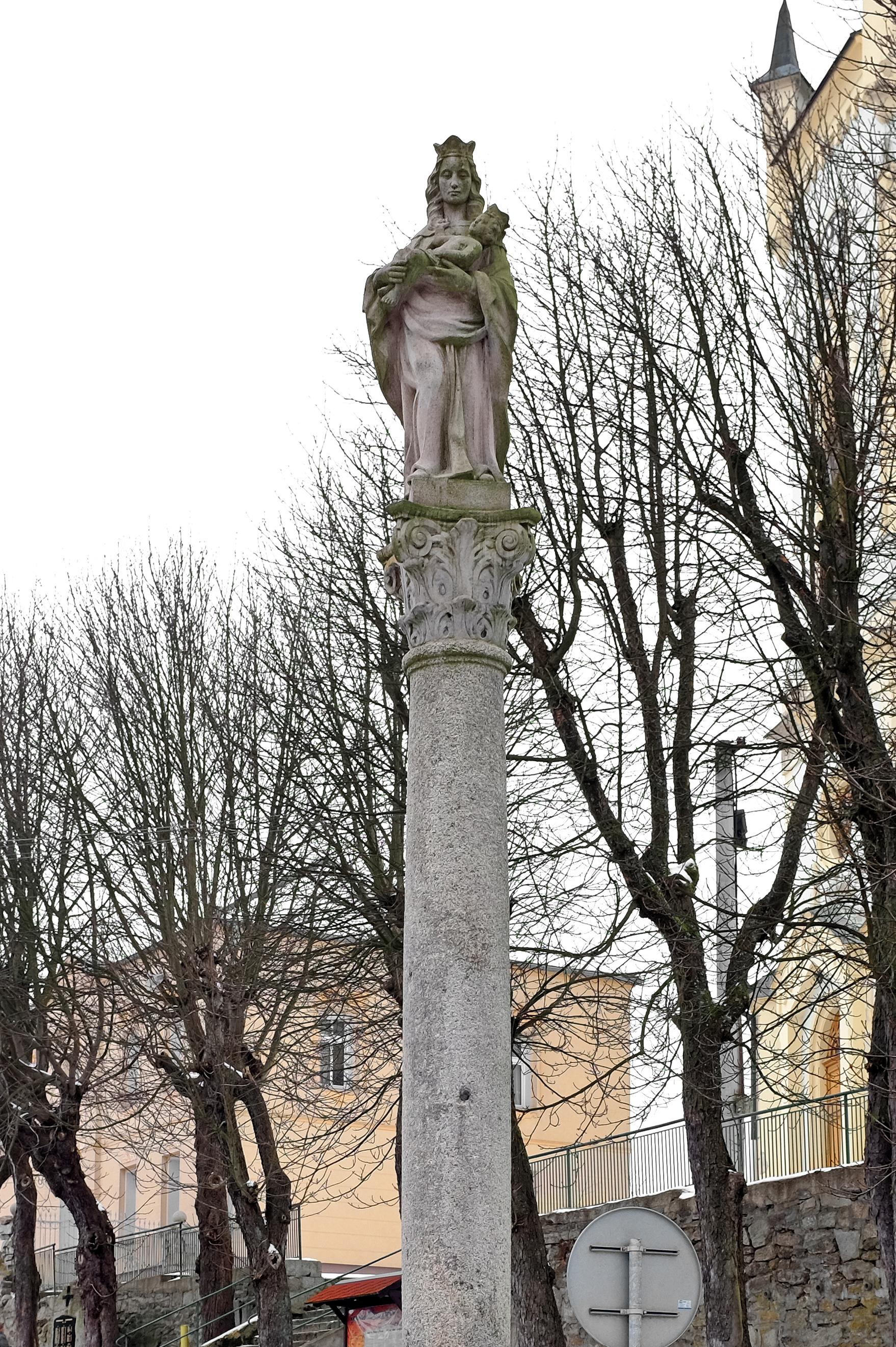
Pohled na vrcholové sousoší

Sloup vztyčený v roce 1701 byl darem Marie Polyxeny hraběnky z Písnice, rozené Hrzánové z Harasu. Signatura „P.A.F.“ a datace „1701“ na vrcholu akantové hlavice prokazují autora a rok vznik.
V archivních pramenech je popis sloupu uveden pouze v soupisu soch farnosti v Krajkové. O původci sloupu je výslovně uvedeno, že není znám. O stavu sloupu se píše, že na vrcholovém sousoší je tvář Ježíška poškozena větví z vedle stojícího stromu.
Na počátku 20. století již byla abraze vrcholového sousoší v tak pokročilém stavu, že hraběnka Františka Kopalová, patronka kostela v Krajkové, požádala chebského sochaře Karla Wilferta (1879–1932), aby vytvořil kopii sochy. Ta byla na sloup osazena roku 1922 a dle dobového tisku byla od původní k nerozeznání.
Při prohlídce sloupu 11. června 2003 bylo konstatováno, že schody jsou rozestoupené, hranolový sokl poškozen a část chybí. Povrchově je dílo silně degradováno.
Obec Krajková usilovala o restaurování památky, o spolupráci byl požádán akademický sochař a restaurátor MgA. Václav Štochl, u kterého byl objednán restaurátorský průzkum. Vzhledem k narušené statice památky došlo již roku 2012 ke snesení sloupu, aby se předešlo jeho pádu. V roce 2013 byla na Krajském úřadě v Karlových Varech podepsána smlouva o poskytnutí dotace na restaurování mariánského sloupu, potvrzen výsledek výběrového řízení a odsouhlasen návrh smlouvy o dílo s firmou TERRIGENA ART s.r.o., jako zhotovitelem akce "Restaurování sloupu Panny Marie v Krajkové".
Demontovaný sloup a socha Panny Marie byly přepraveny do restaurátorského ateliéru. Restaurování žulového schodiště a čtyř sloupků probíhalo na místě. Dřík a Hlavice sloupu byly spojeny železným čepem zalitým do olova. Po jejich oddělení byl v průběhu restaurátorských prací čep přeříznut a oba jeho díly odvrtány z kamenného lůžka. Podobně byla demontována patka od dříku a od soklu památky. Demontáž sloupu vyžadovala opatrnost, aby nedošlo k prasknutí, nebo mechanickému poničení. Potom se přistoupilo k doplnění mechanických poškození. Poškozené architektonické části byly doplněny minerálním tmelem. V závěru proběhla barevná retuš. Sloup byl na zrekonstruované schodiště osazen na nerezových čepech. Dalším čepem byla ke dříku přidělána jeho hlavice. Nakonec byla na vrchol sloupu umístěna socha Panny Marie.

## Popis
Sloup stojí v zatravněné ploše v těsné blízkosti kostela kostele svatého Petra a Pavla na náměstí Karla IV. a je čelem obrácen k severovýchodu. Autorem sochařského díla je chebský sochař Peter Anton Felssner, syn sochaře Wilhelma Felssnera.
Sochařské dílo stojí na čtvercové základně se třemi schodišťovými stupni. Na nárožích kolem základny se nacházejí sloupky s hranolovou patkou a kulovou hlavicí. Hranolový sokl je zakončen římsou s hrubou profilací. Na něm je usazen hladký dřík s korintskou hlavicí. Na přední straně soklu je vysekán erb Hrzánů z Harasova, což dokládá monogram M.P.V.P.G.H.G.V.H (Marie Polyxena z Písnice, rozená Hrzánová z Harasova). Hlavice je zdobena akanty a na vrchu volutami. Na vrcholu sloupu je umístěná socha Panny Marie, jež drží na svých rukou Ježíška. Hlava Ježíška leží na levém rameni Panny Marie. Panna Marie je oblečena do dlouhého pláště splývajícího po rukou. Obě figury mají na hlavě korunku.
Sloupky, schody a dřík sloupu jsou ze žuly. Sokl a hlavice sloupu jsou z jemnozrnného pískovce. Socha Panny Marie je zhotovena z trachytu.